# Rhytidoponera convexa
Rhytidoponera convexa é uma espécie de formiga do gênero Rhytidoponera.